# Aeródromo Butachauques
El Aeródromo Butachauques (OACI: SCIB), es un terminal aéreo ubicado junto a la localidad de Isla Butachauques, Provincia de Chiloé, Región de Los Lagos, Chile. Este aeródromo es de carácter público.